# Ixora makassarica
Ixora makassarica är en måreväxtart som beskrevs av Cornelis Eliza Bertus Bremekamp. Ixora makassarica ingår i släktet Ixora och familjen måreväxter. Inga underarter finns listade i Catalogue of Life.